# Dolón núr
Dolón Núr (mongolsky Долоон нуур, čínsky pchin-jinem Duōlún Nào'ĕr, znaky zjednodušené 多伦淖尔, tradiční 多倫淖爾, doslova Sedm jezer) je město a sídlo okresu v ajmagu Šilijn gol ve Vnitřním Mongolsku v Čínské lidové republice. Roku 2000 mělo 30 tisíc obyvatel.
Nedaleko, 28 km severozápadně, se nacházejí zbytky Šang-tu, ve 13. a 14. století sídla mongolských císařů říše Jüan. I po ústupu Mongolů z Číny si místo zachovalo symbolický význam, mandžuští císařové říše Čching zde roku 1694 založili velký buddhistický klášter, který měl v době největšího rozkvětu na tři tisíce mnichů.
Roku 1933 zde probíhaly boje mezi japonsko-mandžuskými vojsky a Čacharská lidová antijaponská armáda.
Dovedení železnice do města po roce 1949 bylo impulsem k rozvoji města a růstu čínského osídlení okolí. Od 90. let 20. století s napojením na dálniční síť získalo město na atraktivitě i pro turisty.